# Тривисмутид пентапразеодима
Тривисмутид пентапразеодима — бинарное неорганическое соединение
празеодима и висмута
с формулой Pr5Bi3,
кристаллы.

## Получение
- Сплавление стехиометрических количеств чистых веществ:

{\displaystyle {\mathsf {5Pr+3Bi\ {\xrightarrow {1650^{o}C}}\ Pr_{5}Bi_{3}}}}

## Физические свойства
Тривисмутид пентапразеодима образует кристаллы
гексагональной сингонии,
пространственная группа P 63/mmc,
параметры ячейки a = 0,944494 нм, c = 0,65553 нм, Z = 2,
структура типа трисилицида пентамарганца Mn5Si3
.
Соединение образуется по перитектической реакции при температуре ≈1225°С

.